# Coppa dei Campioni 1991-1992 (pallamano maschile)
La Coppa dei Campioni 1990-1991 è stata la 32ª edizione del massimo torneo europeo di pallamano riservato alle squadre di club. È stata organizzata dall'International Handball Federation, la federazione internazionale di pallamano. La competizione è iniziata a settembre 1991 si è conclusa il 15 maggio 1992.
Il torneo è stato vinto dalla compagine croata dell'RK Zagabria per la 1ª volta nella sua storia.

## Risultati

### Primo turno
| Squadra 1        | Squadra 2        | Andata                   | Ritorno                 | Totale  |
| ---------------- | ---------------- | ------------------------ | ----------------------- | ------- |
| HC CSKA Sofia    | HC Dukla Liberec | Sofia, 29 settembre 1991 | Liberec, 6 ottobre 1991 | 42 - 49 |
| HC CSKA Sofia    | HC Dukla Liberec | 26 - 21                  | 16 - 28                 | 42 - 49 |
| HC Herstal Liège | Grasshopper-Club | Herstal                  | Zurigo, 5 ottobre 1991  | 41 - 45 |
| HC Herstal Liège | Grasshopper-Club | 19 - 19                  | 22 - 26                 | 41 - 45 |
| BK-46 Karis      | Kolding IF       | Karis                    | Zurigo                  | 41 - 46 |
| BK-46 Karis      | Kolding IF       | 23 - 21                  | 18 - 25                 | 41 - 46 |

### Ottavi di finale
| Squadra 1                | Squadra 2             | Andata                       | Ritorno                      | Totale        |
| ------------------------ | --------------------- | ---------------------------- | ---------------------------- | ------------- |
| RK Zagabria              | HC Dukla Liberec      | Zagabria                     | Liberec                      | 54 - 48       |
| RK Zagabria              | HC Dukla Liberec      | 29 - 17                      | 25 - 31                      | 54 - 48       |
| Sandefjord HK            | SKIF Krasnodar        | Sandefjord                   | Krasnodar                    | 46 - 49       |
| Sandefjord HK            | SKIF Krasnodar        | 24 - 20                      | 22 - 29                      | 46 - 49       |
| Kolding IF               | Grasshopper-Club      | Kolding                      | Zurigo                       | 46 - 46 (gfc) |
| Kolding IF               | Grasshopper-Club      | 23 - 17                      | 23 - 29                      | 46 - 46 (gfc) |
| HC Politehnica Timișoara | USAM Nîmes            | Timișoara                    | Nîmes                        | 32 - 41       |
| HC Politehnica Timișoara | USAM Nîmes            | 17 - 18                      | 15 - 23                      | 32 - 41       |
| Valur                    | Hapoel Rishon Le Zion | Reykjavík                    | Rishon LeZion                | 52 - 48       |
| Valur                    | Hapoel Rishon Le Zion | 25 - 20                      | 27 - 28                      | 52 - 48       |
| Union West-Wien          | FC Barcellona         | Vienna, 2 novembre 1991      | Barcellona, 10 novembre 1991 | 37 - 55       |
| Union West-Wien          | FC Barcellona         | 19 - 24                      | 18 - 31                      | 37 - 55       |
| VfL Gummersbach          | Budapesti Elektromos  | Gummersbach, 3 novembre 1991 | Budapest, 10 novembre 1991   | 36 - 39       |
| VfL Gummersbach          | Budapesti Elektromos  | 21 - 15                      | 15 - 24                      | 36 - 39       |
| Eti Biskuits Eskisehir   | CB Cantabria          | Eskişehir, 2 novembre 1991   | Santander, 10 novembre 1991  | 47 - 60       |
| Eti Biskuits Eskisehir   | CB Cantabria          | 30 - 28                      | 17 - 32                      | 47 - 60       |

### Quarti di finale
| Squadra 1    | Squadra 2            | Andata    | Ritorno                      | Totale  |
| ------------ | -------------------- | --------- | ---------------------------- | ------- |
| RK Zagabria  | SKIF Krasnodar       | Zagabria  | Krasnodar                    | 50 - 44 |
| RK Zagabria  | SKIF Krasnodar       | 29 - 24   | 21 - 20                      | 50 - 44 |
| Kolding IF   | USAM Nîmes           | Kolding   | Nîmes                        | 49 - 46 |
| Kolding IF   | USAM Nîmes           | 25 - 23   | 24 - 23                      | 49 - 46 |
| Valur        | FC Barcellona        | Reykjavík | Barcellona, 16 dicembre 1991 | 34 - 50 |
| Valur        | FC Barcellona        | 19 - 23   | 15 - 27                      | 34 - 50 |
| CB Cantabria | Budapesti Elektromos | Santander | Budapest                     | 58 - 42 |
| CB Cantabria | Budapesti Elektromos | 30 - 18   | 28 - 24                      | 58 - 42 |

### Semifinali
| Squadra 1    | Squadra 2     | Andata                    | Ritorno                    | Totale  |
| ------------ | ------------- | ------------------------- | -------------------------- | ------- |
| RK Zagabria  | Kolding IF    | Göppingen, 11 aprile 1992 | Kolding                    | 46 - 43 |
| RK Zagabria  | Kolding IF    | 26 - 17                   | 20 - 26                    | 46 - 43 |
| CB Cantabria | FC Barcellona | Santander, 10 aprile 1992 | Barcellona, 18 aprile 1992 | 38 - 37 |
| CB Cantabria | FC Barcellona | 14 - 14                   | 24 - 23                    | 38 - 37 |

### Finale
| Squadra 1   | Squadra 2    | Andata                  | Ritorno                   | Totale  |
| ----------- | ------------ | ----------------------- | ------------------------- | ------- |
| RK Zagabria | CB Cantabria | Zagabria, 2 maggio 1992 | Santander, 15 maggio 1992 | 50 - 38 |
| RK Zagabria | CB Cantabria | 22 - 20                 | 28 - 18                   | 50 - 38 |